# دیوونه بازی (فیلم ۲۰۱۹)
دیوونه بازی (به هندی: Pagalpanti) فیلمی محصول سال ۲۰۱۹ و به کارگردانی آنیس بازمی است. در این فیلم بازیگرانی همچون آنیل کاپور، جان آبراهام، ایلیانا دی‌کروز، آرشاد وارسی، اورواشی رائوتلا، پولکیت سامرات، کریتی کارباندا، سراب شوکلا، اناملحق، ذاکر حسین، ماکش تیواری و دالی بیندرا ایفای نقش کرده‌اند.